# Daniel Bouchard (journaliste)
Pour les articles homonymes, voir Daniel Bouchard et Bouchard.
Daniel Bouchard est un journaliste canadien à la Société Radio-Canada. Il est chef d'antenne du Téléjournal Ottawa-Gatineau les week-ends.
Il a fait des reportages importants dans la région d'Ottawa et de Gatineau comme celui de la fermeture de l'Hôpital Montfort d'Ottawa. Il a animé un débat sur le sujet de la modification du mode de scrutin en Ontario à l'université d'Ottawa.
Daniel Bouchard a animé plusieurs émissions spéciales pour le Réseau de l'information (RDI), dont les attaques du 11 septembre 2001 à New York. Il a aussi été le chef d'antenne des émissions spéciales entourant les funérailles de Maurice Richard (2000) et de Pierre Elliott Trudeau (2000).
À Toronto, Daniel Bouchard a animé des émissions pour le RDI lors de la visite du pape Jean-Paul II (2002) et de la reine Élisabeth II. 
Le 2 décembre 2018, Daniel Bouchard a tenu l'antenne pendant les manifestations en Ontario en lien avec la lutte des Franco-Ontariens contre les politiques du gouvernement du premier ministre Doug Ford.
Daniel Bouchard est également professeur au Département de communication de l'Université d'Ottawa.

## Couvertures distinctives

### Reportages à l’étranger
- Fév. 2006 États-Unis Super Bowl XL (Détroit)
- Juillet 2005 États-Unis L’hôpital des Shriners reste à Montréal (Baltimore)
- Déc. 2004 Haïti Passage de la tempête tropicale Jeanne
- août 2003 États-Unis 100e anniversaire Harley-Davidson (Milwaukee)
- Mars 2003 États-Unis Manifestations contre la guerre en Irak (Washington)
- Août 2002 États-Unis 25e anniversaire de la mort d'Elvis (Memphis)
- Sept. 2001 États-Unis Attaques terroristes à New York (9/11)
- Nov. 1998 Honduras Les ravages causés par l’ouragan Mitch
- Avril 1997 Cameroun Les élections législatives
- Janv. 1993 Somalie Intervention militaire canadienne à Belet Huen
- Juin 1992 Brésil Sommet de la terre à Rio

### Certaines collaborations spéciales au réseau national de Radio-Canada (Télévision)
- 04/09/2012 Tout le monde en parlait Le scandale du sang contaminé
- 16/08/2011 Tout le monde en parlait Gaétan Hart : le coup mortel qui ébranla la boxe
- 03/08/2010 Tout le monde en parlait La tuerie d’OC Transpo
- 25/05/2010 Tout le monde en parlait Les expropriés du Vieux-Hull (Débat: unité nationale)
- 18/08/2009 Tout le monde en parlait Montfort : une bataille contre le gouvernement Harris.
- 12/06/2006 Le Point Entrevue exclusive (ex-otage en Irak James Loney)
- 21/08/2004 Les grands reportages Le nucléaire en Ontario
- 10/04/1994 Découverte Observatoire de neutrinos (Sudbury Ontario)

### Émissions spéciales à titre de chef d’antenne (exemples)
- Oct. 2007 Soirée électorale en Ontario (Animateur principal)
- Août 2006 XVIe Congrès international sur le SIDA
- Oct. 2003 Soirée électorale en Ontario (Animateur principal)
- Juin 2002 Sommet du G8 à Kananaskis en Alberta
- Avril 2001 Sommet des Amériques à Québec
- Sept./Oct 2000 Funérailles de Pierre Elliott Trudeau à Montréal
- Mai 2000 Funérailles de Maurice Richard à Montréal
- Juin 1999 Soirée électorale en Ontario (Animateur principal)